# Reprezentacja Litwy w piłce nożnej mężczyzn
Reprezentacja Litwy w piłce nożnej nigdy nie awansowała do mistrzostw świata ani do mistrzostw Europy.
Przed II wojną światową reprezentacja była bardzo aktywna na arenie międzynarodowej, od 1923 do 1939 Litwini rozegrali aż 65 meczów, z czego wygrali tylko 10. W czerwcu 1940 roku kraj został zaanektowany przez Związek Radziecki. W drużynie narodowej ZSRR nie grało wielu piłkarzy pochodzenia litewskiego. W drugiej połowie lat 80. objawił się talent Arminasa Narbekovasa, gwiazdy Žalgirisu Wilno i olimpijskiej reprezentacji ZSRR, z którą w 1988 roku zdobył złoty medal na Igrzyskach Olimpijskich, jak również jego klubowego kolegi Valdasa Ivanauskasa.
Wraz z ogłoszeniem niepodległości na początku 1990 roku na piłkarską mapę Europy powróciła reprezentacja Litwy. Od 1992 roku bierze udział w eliminacjach do kolejnych turniejów o mistrzostwo świata i Europy, ale dotychczas nie udało się jej wywalczyć awansu. Największym sukcesem było zajęcie trzeciego miejsca w grupie kwalifikacyjnej do Mundialu 1998. Na Litwie znacznie większą popularnością cieszy się koszykówka. Reprezentacja Litwy dziewięciokrotnie zwyciężała w rozgrywanym od 1928 roku Pucharze Państw Bałtyckich.
Od kilkunastu lat reprezentanci Litwy występują także w klubach ligi polskiej (w 2000 Gražvydas Mikulėnas, Donatas Vencevičius i Tomas Žvirgždauskas zdobyli z Polonią Warszawa Mistrzostwo Polski, zaś w 2007 po tytuł ten sięgnął Vidas Alunderis z Zagłębia Lubin).

## Udział wMistrzostwach Świata
- 1930 – Nie brała udziału
- 1934 – 1938 – Nie zakwalifikowała się
- 1950 – 1990 – Nie brała udziału (była częścią ZSRR)
- 1994 – 2022 – Nie zakwalifikowała się

## Udział wMistrzostwach Europy
- 1960 – 1992 – Nie brała udziału (była częścią ZSRR)
- 1996 – 2024 – Nie zakwalifikowała się

## Rekordziści
Kolorem niebieskim zaznaczono wciąż aktywnych piłkarzy
| #  | Nazwisko              | Lata gry w kadrze | Mecze | Bramki |
| -- | --------------------- | ----------------- | ----- | ------ |
| 1  | Saulius Mikoliūnas    | 2004-2022         | 101   | 5      |
| 2  | Arvydas Novikovas     | 2010-             | 87    | 12     |
| 3  | Andrius Skerla        | 1996-2011         | 84    | 1      |
| 4  | Fedor Černych         | 2012-             | 83    | 12     |
| 5  | Deividas Šemberas     | 1996-2013         | 82    | 0      |
| 6  | Tomas Danilevičius    | 1998-2012         | 71    | 19     |
| 7  | Žydrūnas Karčemarskas | 2002-2013         | 66    | 0      |
| 8  | Aurelijus Skarbalius  | 1991-2005         | 65    | 5      |
| 8  | Marius Stankevičius   | 2001-2013         | 65    | 5      |
| 10 | Deividas Česnauskis   | 2001-2015         | 64    | 4      |

| # | Nazwisko               | Lata gry w kadrze | Bramki | Mecze |
| - | ---------------------- | ----------------- | ------ | ----- |
| 1 | Tomas Danilevičius     | 1998-2012         | 19     | 71    |
| 2 | Antanas Lingis         | 1928-1938         | 12     | 33    |
| 2 | Fedor Černych          | 2012-             | 12     | 83    |
| 2 | Arvydas Novikovas      | 2010-             | 12     | 87    |
| 5 | Edgaras Jankauskas     | 1991-2008         | 10     | 56    |
| 6 | Virginijus Baltušnikas | 1990-1998         | 9      | 42    |
| 7 | Jaroslavas Citavičius  | 1926-1933         | 8      | 24    |
| 7 | Valdas Ivanauskas      | 1990-2000         | 8      | 28    |
| 7 | Darius Maciulevičius   | 1991-2005         | 8      | 38    |
| 7 | Robertas Poškus        | 1999-2011         | 8      | 48    |

## Trenerzy reprezentacji Litwy od 1990 roku
- 1990-91 –  Benjaminas Zelkevičius
- 1992-94 –  Algimantas Liubinskas
- 1995-97 –  Benjaminas Zelkevičius
- 1998-99 –  Kęstutis Latoža
- 2000-00 –  Stasys Stankus
- 2001-03 –  Benjaminas Zelkevičius
- 2003-08 –  Algimantas Liubinskas
- 2008-10 –  José Couceiro
- 2010–12 –  Raimondas Žutautas
- 2012-13 –  Csaba László
- 2013-15 –  Igoris Pankratjevas
- 2015-18 –  Edgaras Jankauskas
- 2019-2022 –  Valdas Urbonas
- 2021-2022 –  Valdas Ivanauskas
- 2022-2023 –  Reinhold Breu
- 2023-... –  Edgaras Jankauskas